# Bernières-d'Ailly
Bernières-d'Ailly är en kommun i departementet Calvados i regionen Normandie i norra Frankrike. Kommunen ligger i kantonen Morteaux-Coulibœuf som ligger i arrondissementet Caen. År 2022 hade Bernières-d'Ailly 212 invånare.

## Befolkningsutveckling
Antalet invånare i kommunen Bernières-d'Ailly
Referens: INSEE